# 新田尚
新田 尚（にった たかし、1932年10月24日 - 2023年4月2日）は、日本の気象学者。学位は、理学博士（1965年）。気象庁長官。

## 来歴
大阪市西区九条出身。旧姓・内田。1955年東京大学理学部地球物理学科卒、中央気象台に入り、大阪管区気象台、1959年予報部電子計算室、1965年理学博士の学位を取得。1977年同数値予報班長、1980年予報部業務課長、1983年総務部企画課長、1986年通信参事官。1990年気象庁予報部長。1992年気象庁長官。93-2000年東海大学教養学部特任教授。2000-06年株式会社ハレックス相談役、顧問歴任。
1976年日本気象学会岡田賞、1982年同藤原賞。専攻は天気予報技術（数値予報論）、大気大循環論。

## 著書
- 『大気大循環論』東京堂出版 1980
- 『天気と予測可能性 ひとつの天気予報論』東京堂出版 気象学のプロムナード 1982
- 『新気象読本 新しい気象学入門』東京堂出版　気象学のプロムナード 1988
- 『天気のかわり方』大日本図書 小学校理科の教室　1988
- 『異常気象のなぞ 冷たい夏や暖かい冬はなぜおこるのか』大日本図書 子ども科学図書館　1993
- 『気象情報の読み方・使い方』オーム社 1995
- 『雲のかたちで天気がわかる』大日本図書 かがくだいすき　2002
- 『激しい大気現象』東京堂出版 シリーズ新しい気象技術と気象学 2012
- 『気象との対話』オーム社 2014

### 共編著・監修
- 『気象学百年史 気象学の近代史を探究する』高橋浩一郎,内田英治共著 東京堂出版 気象学のプロムナード 1987
- 『気象予報士試験よくわかる傾向と対策』監修 天気予報技術研究会編 オーム社 1997
- 『図解気象の大百科』二宮洸三,山岸米二郎共編 オーム社 1997
- 『そこが知りたい!気象と災害の法律知識』監修 気象災害研究会編 オーム社 1997
- 『わかりやすい気象の用語事典』二宮洸三, 山岸米二郎共編 オーム社 1999
- 『気象予報士試験学科演習』天気予報技術研究会編 稲葉征男,古川武彦共著 オーム社 2000
- 『基礎気象学』浅井冨雄,松野太郎共著 朝倉書店 2000
- 『気象予報士試験実技演習』天気予報技術研究会編  成瀬秀雄,土屋喬,稲葉征男共著 オーム社 2002
- 『キーワード気象の事典』木村龍治,安成哲三,伊藤朋之,住明正共編 朝倉書店 2002
- 『天気図の使い方と楽しみ方 weather chart』監修 土屋喬,二宮洸三,稲葉征男共著 オーム社 2004
- 『気象ハンドブック 第3版』野瀬純一,伊藤朋之, 住明正共編 朝倉書店 2005
- 『合格の法則気象予報士試験』監修 オーム社 2005-06
- 『誰でもできる気象・大気環境の調査と研究』編著 オーム社 2005
- 『気象予報士試験数式問題解説集 実技編』編著 東京堂出版 2007
- 『気象予報士模擬試験問題 +解答例・解説 本番前の腕だめし 1』気象予報技術研究会編  編集主任 朝倉書店 2007
- 『気象予報士試験数式問題解説集 学科編』白木正規共編 東京堂出版 2007
- 『気象予報士試験速習テキスト』監修 オーム社 2009
- 『気象予報士のための最新天気予報用語集』天気予報技術研究会編 監修 東京堂出版 2009
- 『数値予報と現代気象学』二宮洸三, 山岸米二郎共著 東京堂出版 2009
- 『気象予報士合格ハンドブック』気象予報技術研究会編 二宮洸三, 山岸米二郎共編集主任 朝倉書店 2010
- 『最新天気予報の技術 気象予報士をめざす人に 新版』天気予報技術研究会編 監修 東京堂出版 2011
- 『天気予報のいま』長谷川隆司共著 東京堂出版 シリーズ新しい気象技術と気象学 2011
- 『身近な気象の事典』日本気象予報士会編 監修 東京堂出版 2011

### 翻訳
- オーク『境界層の気候』斎藤直輔共訳 朝倉書店 1981

## 論文
- 新田尚